# Master of Cinema-Award
Der Master of Cinema-Award wird auf dem Internationalen Filmfestival Mannheim-Heidelberg vergeben. 2004 erhielten Edgar Reitz und Wim Wenders die undotierte Auszeichnung für ihr Lebenswerk. Frühere Preisträger sind die Regisseure Theo Angelopoulos, Otar Iosseliani, Zhang Yimou und Raúl Ruiz.